# Piotr Antczak
Piotr Antczak (ur. 7 lutego 1964 w Łodzi) – polski aktor teatralny, filmowy i telewizyjny, także szef marketingu w jednej z agencji reklamowych.

## Życiorys
W latach 1982–83 studiował w łódzkiej PWSFTviT, ostatecznie ukończył studia na PWST w Warszawie w 1987 roku. Występował w teatrach warszawskich – Ateneum (jeszcze jako student PWST w 1987 r.) i Dramatycznym (1988).
Obecnie skupił się na działalności marketingowej w agencji reklamowej, sporadycznie pojawia się w filmach i serialach telewizyjnych.

## Spektakle teatralne
- 1986 – Stracone zachody miłości jako Armado (reż. Tadeusz Łomnicki)
- 1987 – Lato jako Kucharz (reż. Aleksandra Śląska)
- 1988 – Ptaki jako Jeden z chóru (reż. Paweł Pochwała)
- 1988 – Gwiazda za murem jako Dawid (reż. Jan Szurmiej)[1]

### Teatr Telewizji
- 1991 – 4 razy reżyser jako Policjant (reż. Wojciech Starostecki)

## Filmografia
- 1990 – Historia niemoralna
- 1990 – Mów mi Rockefeller
- 1999 – Kallafiorr
- 2002 – Kobieta z papugą na ramieniu jako Wielbiciel kociej karmy
- 2002 – Po jako Psychiatra
- 2003 – Siedem przystanków na drodze do raju jako Człowiek Z Siekierą
- 2005 – Fortuna czyha w lesie jako Gangster Ze Skody
- 2005 – Szaleńcy jako Właściciel psa

### Seriale
- 1988 – W labiryncie jako Mężczyzna w lokalu, w którym bawił się Racewicz z delegacją Anglików
- 2003 – Lokatorzy jako Komisarz Wronka
- 2003 – Zaginiona jako Aspirant Chłopicki, policjant zatrzymujący wóz Chrapka
- 2005 – Lokatorzy jako Marian

### Etiudy
- 1988 – Wstęga Möbiusa
- 1989 – Replay

## Życie osobiste
- Jest synem Bogumiła Antczaka, aktora.